# Charles Napier Robinson
Charles Napier Robinson (27 de janeiro de 1849 - 14 de setembro de 1936) foi um jornalista e escritor de histórias inglês. Depois de uma carreira na Marinha Real, durante a qual ele alcançou o posto de Comandante, ele se tornou um jornalista, especializado em assuntos navais.
Ele foi um dos fundadores da Society for Nautical Research e membro de seu Comité de Publicações desde a sua fundação até à sua morte.
A sua filha Marjorie (1898–1984) casou-se com Geoffrey Lawrence, 1º Barão de Oaksey .

## Trabalho
- Robinson, Charles Napier (1895), The British fleet : the growth, achievements and duties of the Navy of the Empire 2nd ed. , George Bell
- http://www.worldcat.org/title/china-of-to-day-or-the-yellow-peril-illustrating-the-principal-places-incidents-and-persons-connected-with-the-crisis- in-china / oclc / 930685720? ht = edio & referer = br China de hoje ou o perigo amarelo c.1900
- Robinson, Charles Napier; Leyland, John, 1857?-1924 (1909), The British Tar in fact and fiction : the poetry, pathos, and humour of the sailor's life, Harper, consultado em 24 de abril de 2016
- Introdução de - Cust, Charles Leopold; Robinson, Charles Napier, 1849-1936; Parker, Harry (1911), Naval battles from the collection of prints formed and owned by Commander Sir Charles Leopold Cust : the chronological arrangement of the prints with descriptive and historical notes, T. H. Parker, consultado em 24 de abril de 2016
- Editor / Publisher de - Robinson, Charles Napier, 1849-1936 (1895), Navy and army illustrated : a magazine descriptive and illustrative of everyday life in the defensive service of the British Empire, Hudson & Kearns, etc, consultado em 24 de abril de 2016